# Neerslag (scheikunde)

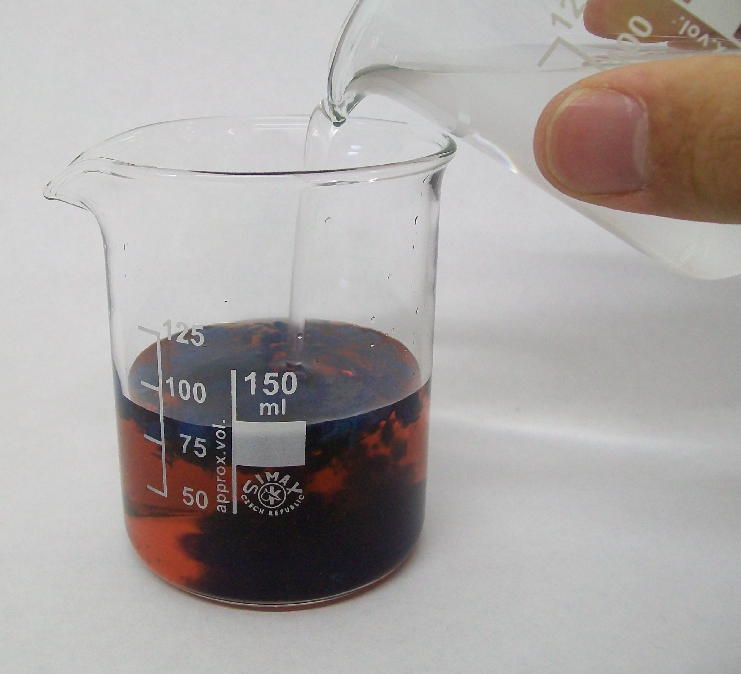
Bij het toevoegen van natriumhydroxide aan een oplossing van kobalt(II)nitraat, slaat het blauwe kobalt(II)hydroxide neer.

Een neerslag, bezinksel of precipitaat is een vaste stof die door een chemische reactie in een oplossing wordt gevormd en afzinkt naar de bodem van het reactievat. De resterende vloeistof is het supernatant (ook wel moederloog genoemd).
Wanneer bijvoorbeeld twee ionen die samen een slecht oplosbaar zout vormen, boven een kritieke concentratie (het oplosbaarheidsproduct) voorkomen in een oplossing, ontstaat door het bezinken een neerslag van het niet-oplosbare zout.

## Voorbeeld
Lood(II)sulfaat (PbSO4) is een zout dat slecht oplosbaar is in water. Wanneer een oplossing van het goed in water oplosbare zout lood(II)nitraat (Pb(NO3)2) samengevoegd wordt met een oplossing van het goed oplosbare zout natriumsulfaat (Na2SO4), vindt er een metathese-reactie plaats tussen beide zouten en ontstaat er een neerslag van het slecht in water oplosbare zout lood(II)sulfaat. De essentiële reactievergelijking (dat wil zeggen enkel weergave van ionen die aanleiding geven tot de vorming van de neerslag) verloopt als volgt:
{\displaystyle \mathrm {Pb_{(aq)}^{2+}\ +\ SO_{4(aq)}^{2-}\ \longrightarrow \ PbSO_{4(v)}} }
Soms wordt ook wel met een pijl naar beneden (↓) aangeduid dat het om een neerslag gaat.